# Circondario di Göppingen
Il circondario di Göppingen è uno dei circondari dello stato tedesco del Baden-Württemberg.
Fa parte del distretto governativo di Stoccarda.

## Città e comuni
(Abitanti il 31 dicembre 2022)
| Città 1. Donzdorf (10 927) 2. Ebersbach an der Fils (15 692) 3. Eislingen/Fils (21 745) 4. Geislingen an der Steige (28 655) 5. Göppingen (59 053) 6. Lauterstein (2 564) 7. Süßen (10 248) 8. Uhingen (14 492) 9. Wiesensteig (2 102) | Comuni 1. Adelberg (1 998) 2. Aichelberg (1 331) 3. Albershausen (4 460) 4. Bad Boll (5 272) 5. Bad Ditzenbach (3 814) 6. Bad Überkingen (3 928) 7. Birenbach (1 919) 8. Böhmenkirch (5 649) 9. Börtlingen (1 746) 10. Deggingen (5 325) 11. Drackenstein (479) 12. Dürnau (2 197) 13. Eschenbach (2 135) 14. Gammelshausen (1 479) 15. Gingen an der Fils (4 591) 16. Gruibingen (2 274) 17. Hattenhofen (2 966) 18. Heiningen (5 169) 19. Hohenstadt (804) 20. Kuchen (5 706) 21. Mühlhausen im Täle (1 096) 22. Ottenbach (2 449) 23. Rechberghausen (5 471) 24. Salach (8 181) 25. Schlat (1 701) 26. Schlierbach (3 928) 27. Wangen (3 194) 28. Wäschenbeuren (3 959) 29. Zell unter Aichelberg (3 158) |